# Messiasia carrerai
Messiasia carrerai är en tvåvingeart som beskrevs av Andretta 1951. Messiasia carrerai ingår i släktet Messiasia och familjen Mydidae. Inga underarter finns listade i Catalogue of Life.